# Michael Logan Lampton
Michael Logan Lampton dr. (Williamsport, Pennsylvania, 1941. március 1. – 2023. június 9.) amerikai fizikus, kiképzett űrhajós.

## Életpálya
1967-ben az University of California Berkeley keretében doktorált. Az egyetemen fizikai kutatással (a világegyetem fényjelenségeinek vizsgálata) foglalkozott.
1978. május 18-tól a Lyndon B. Johnson Űrközpontban részesült űrhajóskiképzésben. Űrhajós pályafutását 1992 márciusában fejezte be.
A Stellar Software cég alapítója.

## Tartalékszemélyzet
- STS–9, a Columbia űrrepülőgép 6. repülésén rakományfelelős.
- STS–61–K, az Atlantis űrrepülőgép (EOM-1) repülését a Challenger űrrepülőgép katasztrófája miatt törölték. A Spacelab–1 mikrogravitációs laboratóriumban történő kutatási, kísérleti feladatokra képezték.
- STS–45, az Atlantis űrrepülőgép 11. repülésén rakományfelelőse. Egészségi problémák miatt Dirk Frimout lépett az induló űrhajósok közé.